# Абрамов, Александр Александрович (математик)
Александр Александрович Абрамов (14 февраля 1926, Москва — 10 января 2019, Москва) — советский и российский математик, заслуженный деятель науки Российской Федерации. Главный научный сотрудник отдела вычислительных методов Вычислительного центра имени А. А. Дородницына РАН.

## Биография
Родился в семье учителей.
Окончил механико-математический факультет Московского университета и аспирантуру там же (1949). Ученик И. М. Гельфанда. Кандидат физико-математических наук, тема диссертации «Топологические инварианты римановых пространств и пространств аффинной связности» (1949).
С 1949 года работал в Институте точной механики и вычислительной техники АН СССР (отдел приближённых вычислений). С 1955 года — в Вычислительном центре АН СССР, с 1955 по 1991 год заведующий отделом вычислительных методов. В 1974 году защитил докторскую диссертацию «Методы решения некоторых линейных задач».
Участвовал в создании первой отечественной ЭВМ БЭСМ-1, в связи с чем в составе коллектива сотрудников ИТМиВТ во главе с С. А. Лебедевым был удостоен правительственной награды — Ордена Трудового Красного Знамени (1956 г.)
С 1952 года преподавал в МФТИ, с 1976 года — профессор кафедры высшей математики.
С 1960 года преподавал также в средней школе № 52
Скончался А. А. Абрамов 10 января 2019 года.

## Научные интересы
Фундаментальные результаты в области математики, вычислительных методов и их приложений в математической физике.
Предложил и исследовал «безавостный» (без аварийных остановок) метод ортогонального переноса граничных условий решения краевых задач для систем линейных обыкновенных дифференциальных уравнений. Метод получил признание на мировом уровне как универсальный: его обусловленность определяется обусловленностью исходной краевой задачи.
Внёс важный вклад в теорию и разработку эффективных методов решения краевых задач для сингулярных систем обыкновенных дифференциальных уравнений. Предложил способ устойчивого локального переноса условия ограниченности решения в особой точке для линейных систем с регулярной особенностью. Ввёл понятие допустимого граничного условия в особой точке и построил класс всех таких условий, предложил устойчивые в целом методы решения краевых задач с условиями указанного типа, в том числе оригинальные методы решения возникающих при этом сопутствующих алгебраических задач.
Разработал, совместно с учениками, математическую теорию и эффективные методы решения сингулярных краевых задач, систем линейных уравнений с иррегулярными особыми точками и широкого класса нелинейных уравнений, основанную на идее изучения всего устойчивого многообразия, порождённого значениями решений, удовлетворяющих заданному условию в особой точке. Такое многообразие является гладким, в отличие от отдельных решений, гладкость которых может нарушаться в особой точке.
Предложил аппроксимацию задач линейной алгебры, возникающих при приближённом решении уравнений в бесконечномерных пространствах, задачами меньшей размерности, дал оценки эффективности использующихся итерационных процессов, предложил также простой алгоритмический метод их ускорения. Одним из первых исследовал влияние накопления случайных погрешностей, возникающих при решении таких систем методом исключения. В последние годы предложил и исследовал новые методы решения некоторых линейных некорректных задач, и, совместно с учениками, метод исключения для плохо обусловленных систем линейных алгебраических уравнений — метод вычисления заданного функционала от решения без вычисления самого решения. Этот метод, в частности, показал свою эффективность при вычислении характеристик решения интегрального уравнения Фредгольма I рода.
Численно решил краевые задачи, описывающиеся нелинейными уравнениями в частных производных, моделирующие явления с фазовыми переходами.
Разрабатывал, совместно с учениками, методы решения самосопряжённых и несамосопряженных спектральных задач, в том числе многопараметрических, которые приложил к решению задач прикладной математической физики, по разработке новых глобально сходящихся методов решения самосопряжённых многопараметрических спектральных задач, созданию универсальных алгоритмов расчёта волновых эллипсоидальных функций и решению задач дифракции на трёхосных эллипсоидах, нового метода решения спектральной задачи (в том числе и нелинейной) для линейной гамильтоновой системы, метода локализации комплексных точек спектра в несамосопряженных задачах, быстросходящегося метода решения сингулярно возмущённого уравнения бигармонического типа. Эти методы нашли успешное применение в решении задач океанологии, акустики, радиофизики, квантовой механики, теории оболочек, нелинейной теории поля и др., а, в последние годы, задач возбуждения в сжимаемой среде сильно вытянутых замкнутых тонкостенных оболочек вращения.

### Учебные пособия
- Абрамов А. А., Антипов И. Н., Курочкин В. М., Ульянова В. И. Упрощённый АЛГОЛ : (Синтаксис и семантика); АН СССР. Вычислит. центр. — Москва : [б. и.], 1972. — 27 с.; 22 см.
- Абрамов А. А. Краткий курс тензорного анализа и римановой геометрии : Учеб. пос. для студ. вузов по спец. «Приклад. математика и физика». — Москва : МФТИ, 1999. — 93, [1] с. : ил.; 20 см; ISBN 5-7417-0114-0
- Абрамов А. А. Введение в тензорный анализ и риманову геометрию : Учебное пособие для студентов вузов по специальности «Приклад. математика и физика» — М. : Физматлит (ФМ), 2001. — 111 с. : ил.; 21 см. — (Лекции кафедры высшей математики МФТИ).; ISBN 5-94052-039-1.
  - 2-е изд. М. : Физматлит (ФМ), 2004.
  - 3-е изд. М. : Кн. дом «Либроком», 2011. — 122 с. : ил.; 22 см; ISBN 978-5-397-02711-3.

### Диссертации
- Абрамов, Александр Александрович. Методы решения некоторых линейных задач : диссертация … доктора физико-математических наук : 01.01.07. — Москва, 1974. — 171 с. : ил.[6]